# Пильчиков Дмитро Павлович
Дмитро́ Па́влович Пи́льчиков (26 жовтня (7 листопада) 1821 — 5 (17) жовтня 1893, Харків) — український громадський і культурний діяч, педагог. Батько українського фізика Миколи Пильчикова.

## Біографія
Дмитро Павлович Пильчиков (Пильчиків) народився 26 жовтня (7 листопада за новим стилем) 1821 року на Херсонщині. 1843 року закінчив історико-філологічний факультет Київського університету. Після цього працював помічником бібліотекаря в тому самому університеті. У 1846—1864 роках викладав у Полтавському кадетському корпусі.
1846 року познайомився з Тарасом Шевченком і вступив у Кирило-Мефодіївське товариство.
У 1860—1870 роках брав участь у національно-демократичному русі, був членом і активним пропагандистом українофільства в Полтавській громаді. У 1870-х роках підтримував зв'язки з галицькими громадськими і культурними діячами і з Михайлом Драгомановим.
1873 року одвіз на Галичину гроші від Єлизавети Милорадович на організацію літературного товариства імені Тараса Шевченка, згодом — Наукове товариство імені Тараса Шевченка, яке існує й нині.
Друкувався в «Основі» під псевдонімом К. Шаповал.
Помер 5 жовтня (17 жовтня за новим стилем) 1893 року в Харкові.